# Cheriton (Virginia)
Cheriton es una localidad del Condado de Northampton, Virginia, Estados Unidos. Según el censo de 2000 tenía una población de 499 habitantes y una densidad de población de 187.1 hab/km².

## Demografía
Según el censo de 2000, había 499 personas, 219 hogares y 134 familias residiendo en la localidad. La densidad de población era de 187,1 hab./km². Había 239 viviendas con una densidad media de 89,6 viviendas/km². El 71,14% de los habitantes eran blancos, el 27,45% afroamericanos, el 1,00% de otras razas y el 0,40% pertenecía a dos o más razas. El 1,60% de la población eran hispanos o latinos de cualquier raza.
Según el censo, de los 219 hogares en el 22,4% había menores de 18 años, el 45,7% pertenecía a parejas casadas, el 11,9% tenía a una mujer como cabeza de familia y el 38,4% no eran familias. El 36,1% de los hogares estaba compuesto por un único individuo y el 21,0% pertenecía a alguien mayor de 65 años viviendo solo. El tamaño promedio de los hogares era de 2,28 personas y el de las familias de 2,90.
La población estaba distribuida en un 21,8% de habitantes menores de 18 años, un 4,6% entre 18 y 24 años, un 24,6% de 25 a 44, un 25,3% de 45 a 64 y un 23,6% de 65 años o mayores. La media de edad era 44 años. Por cada 100 mujeres había 79,5 hombres. Por cada 100 mujeres de 18 años o más, había 83,1 hombres.
Los ingresos medios por hogar en la localidad eran de 26.429 dólares ($) y los ingresos medios por familia eran 39.028 $. Los hombres tenían unos ingresos medios de 22.222 $ frente a los 16.818 $ para las mujeres. La renta per cápita para la ciudad era de 14.238 $. El 11,9% de la población y el 7,8% de las familias estaban por debajo del umbral de pobreza. El 8,8% de los menores de 18 años y el 19,5% de los habitantes de 65 años o más vivían por debajo del umbral de pobreza.

## Geografía
Según la Oficina del Censo de los Estados Unidos, la localidad tiene un área total de 2,7 km², todos ellos correspondientes a tierra firme.